# Hospoda Slezský Grunt
Hospoda Slezský Grunt se nachází na ulici Poddubí ve Smolkově, části obce Háj ve Slezsku v okrese Opava v Moravskoslezském kraji.
Hospoda Slezský Grunt je stylově staroslezská restaurace, která se nachází vedle malého centrálního parku se zvonicí a upravenými rekonstruovynými ruinami základů bývalé kaple. Prostory hospody vznikly rozsáhlou rekonstrukcí místního starého hospodářského stavení s cílem zachování původního historického vzhledu a dobové atmosféry. Kromě rozsáhlých gastronomických služeb, primárně zaměřených na slezskou kuchyni, jsou zde také ubytovací služby, kulturní sál a občasný kulturní program.
Za nabídku kvality jídel podle starých a místních receptur regionu získala hospoda certifikát regionálního produktu.
Geograficky se hospoda nachází v pohoří Opavská pahorkatina.

## Historie
První písemná zmínka o zemědělském statku (bauern grunt) pochází z roku 1870, avšak statek je starší. Z roku 1871 pochází záznam o prvních majitelích statku, kterými byli Josef Křížek a Anna Křížek (rozená Galdia). Rod Křížků vlastní statek až do současnosti. Současná rekonstrukce statku s úpravou na hospodu byla prováděna podle historických fotografií, kde nejstarší fotografie pochází z roku 1889.